# Château de Mirwart
Le château de Mirwart est situé dans le village belge de Mirwart dans la province de Luxembourg. 
Sis sur un promontoire rocheux dominant la vallée de la Lomme, son origine remonte à une forteresse bâtie au début du XIe siècle par un seigneur lotharingien. Celui-ci voulait en effet se protéger contre les seigneurs de Bouillon et d’Orchimont.

## Histoire

### Origines
Dans le courant du XIe siècle, les seigneurs de Mirwart s’attirèrent la rancœur des moines de Saint-Hubert et au cours du même siècle, ils se firent chasser de leur domaine par le prince-évêque de Liège, Henri Ier de Verdun, qui avait pris la défense des moines. C’est d’ailleurs l’abbé de Saint-Hubert qui fit démanteler la forteresse en 1083.
Cet acte ne fut toutefois pas du goût du prince-évêque Otbert, car après avoir repris le contrôle du fief, il fit reconstruire la forteresse et céda le domaine à Bovon de Waha dès 1099.
En 1293, le fief fut acheté par Jean d’Avesnes mais la vente fut contestée par le prince-évêque de Liège.
Cette contestation allait déclencher un conflit opposant le prince-évêque Jean de Sponheim au comté de Hainaut, au Duché de Luxembourg, au Comté de Namur et à celui de Looz, ainsi qu’au Duché de Brabant.
Le château changea encore de propriétaires, puisqu'après avoir été remis à Jean de Luxembourg, celui-ci dut le céder au prince-évêque Adolphe de La Marck, faute de moyens financiers. 
Le château eut à subir tous les sièges lors des conflits qui opposèrent l’Espagne et ensuite l’Autriche à la France. Ce n’est qu’au début du XVIIIe siècle que le château de Mirwart put être reconstruit. Il prit peu à peu l’allure du château de plaisance qu’il a au XXIe siècle.

### Époque moderne
Au  XIXe siècle, il fut acheté par le créateur de la cristallerie de Vonêche, Aimé-Gabriel d'Artigues, puis il passa successivement aux mains des Familles Van Der Linden d’Hoogvorst, d’Arrigade et Von Der Becke.
Au XXe siècle, le château devint un bien provincial. En 1951, après une dernière campagne de restauration, il fut peu à peu abandonné puis pillé et endommagé[réf. nécessaire].
En 2016, le château fut vendu à ICM SA après que le précédent propriétaire n'ait pas effectué les travaux de restauration prévus. Actuellement en restauration, il devrait accueillir d'ici fin 2021 des résidences, des thermes, un espace de concert et un restaurant.